# Ванін Володимир Володимирович
Володи́мир Володи́мирович Ва́нін (нар. 8 липня 1941, Москва) — український математик. Доктор технічних наук (1996), професор (1997), один з організаторів, а згодом і декан фізико-математичного факультету НТУУ «КПІ». Заслужений працівник народної освіти України (1998).

## Життєпис
1963 — закінчив Київський політехнічний інститут, де і розпочав свою наукову і педагогічну діяльність.
З 1989 — завідувач кафедри нарисної геометрії, інженерної та комп'ютерної графіки  КПІ.
Був серед організаторів створення фізико-математичного факультету НТУУ «КПІ» (разом з В. Г. Бар'яхтаром і Л. П. Гермаш).
З 1996 — заступник декана фізико-математичного факультету НТУУ «КПІ».
З 2007 — декан фізико-математичного факультету НТУУ «КПІ».
Галузь наукових досліджень: прикладна геометрія (зокрема комп'ютерна геометрія моделювання).
Нагороджений Орденом «За розбудову України» для працівників гуманітарної та соціальної сфери, науки і мистецтва.

## Праці
- Російсько-український словник «Нарисна та прикладна геометрія, загальне машинобудування, комп'ютерна графіка». — 1994 (у співавторстві)
- Інженерна та комп'ютерна графіка: Підручник. — 2003
- Оформлення конструкторської документації: Навчальний посібник. — 2003
- Інженерна графіка: Підручник. — 2004 (у співавторстві)
- Комп'ютерна інженерна графіка в середовищі AutoCAD: навчальний посібник для втузів / В. В. Ванін, В. В. Перевертун, Т. О. Надкернична. — К.: Каравела, 2006.
- Праці на Scholar.google.com.ua